# Paronychia setigera
Paronychia setigera är en nejlikväxtart. Paronychia setigera ingår i släktet prasselörter, och familjen nejlikväxter.

## Underarter
Arten delas in i följande underarter:
- P. s. argillicola
- P. s. cordobensis
- P. s. setigera
- P. s. longiseta
- P. s. subglabra